# Brunó Ferenc Straub
Brunó Ferenc Straub (Nagyvárad, Áustria-Hungria (hoje Oradea, Roménia), 5 de Janeiro de 1914 - 15 de Fevereiro de 1996) GColIH foi um bioquímico e político húngaro.
5.º Presidente do Conselho Presidencial da Segunda República da Hungria de 29 de Junho de 1988 a 18 de Outubro de 1989.
A 12 de Novembro de 1990 recebeu o Grande-Colar da Ordem do Infante D. Henrique de Portugal.